# Çorlu
Çorlu (antigament Čorlu) és una ciutat del nord-oest de Turquia, a la regió de Tràcia oriental, dins la província de Tekirdağ. La seva situació en el trajecte de la principal autopista entre Istanbul (a 153 km) i Grècia i Bulgària, l'ha fet desenvolupar com a ciutat industrial. Al cens del 2000 tenia 151.525 habitants, el doble que el 1990 (74.681 habitants) i nou vegades més que el 1955 (17.025 habitants). A la rodalia corre el riu Çorlu Su, afluent de l'Ergene.

## Història
S'han fet troballes datades vers el 1000 aC que deixen suposar que hi va haver un establiment frigi de nom Tziràl·lon. Posteriorment s'hi van establir grecs, perses, macedonis i romans. Sota domini romà es va dir Cenofrúrium, i hi fou assassinat l'emperador Aurelià el 275. Els romans van construir potents fortificacions i va servir com a lloc estratègic pel control de Tràcia. A l'edat mitjana es digué Tzurúlon.
El sultà otomà Murat I la va conquerir vers 1360 i va fer destruir les fortificacions gregues i la muralla romana. El 3 d'agost de 1511 Baiazet II va derrotar al costat de la vila, al poblet d'Uğraşdere (Sirt-köyü), al príncep Selim, que va haver de fugir cap a Crimea. Llavors l'altre pretendent al tron, el príncep Ahmed, governador d'Amasya, va avançar cap a Istanbul esperant creuar els estrets i esdevenir sultà, però disturbis a la capital provocats pels geníssers (que tot i restar lleials a Baiazet eren favorables a Selim i no acceptaven a Ahmed), el van fer dubtar, que finalment va decidir establir el seu poder a l'Àsia Menor i entrar així en rebel·lió oberta contra el seu pare. En aquestes condicions Baiazet va cridar a Selim, que era a Kaffa, i li va retornar la província de Semèndria. Ara el temor de Baiazet era una possible aliança entre Ahmed i Ismail I de Pèrsia. Els geníssers pressionaven i finalment Baiazet II va abdicar a favor de Selim l'abril del 1512. El sultà es va retirar a Demòtica però va morir durant el viatge (26 de maig de 1512) prop de Çorlu. Selim mateix va morir també a Çorlu nou anys després (però els dos foren enterrats a Istanbul).
Ewliya Celebi descriu la ciutat el 1651 i diu que tenia 3.000 cases amb població repartida per meitat entre cristians i musulmans, i diu que era un pròsper centre comercial. En aquest temps era un kada (districte) del sandjak de Vize. Fou ocupada temporalment pels russos durant la guerra del 1877-1878. A la Primera Guerra Balcànica, de 1912-1913, Çorlu fou lloc de comandament de l'exèrcit otomà, sent ocupada per forces búlgares el desembre de 1912; fou recuperada pels otomans a la segona guerra dels Balcans, el juliol de 1913. Del 1920 al 1922 fou ocupada pels grecs. Després de 1923 fou un important estació de l'exèrcit republicà turc; actualment es seu del 189è regiment d'infanteria. Després de 1990 s'hi han establert molts turcs de Bulgària, però principalment emigrants interns vinguts d'Anatòlia; també té una forta comunitat romaní i refugiats albanokosovars i bosnians.

## Economia
La principal producció és el tèxtil (amb més de 3.000 fàbriques), però també hi ha indústries alimentàries, de begudes refrescants, gelats, condiments i salses i electrònica.